# المهرجانات اليابانية

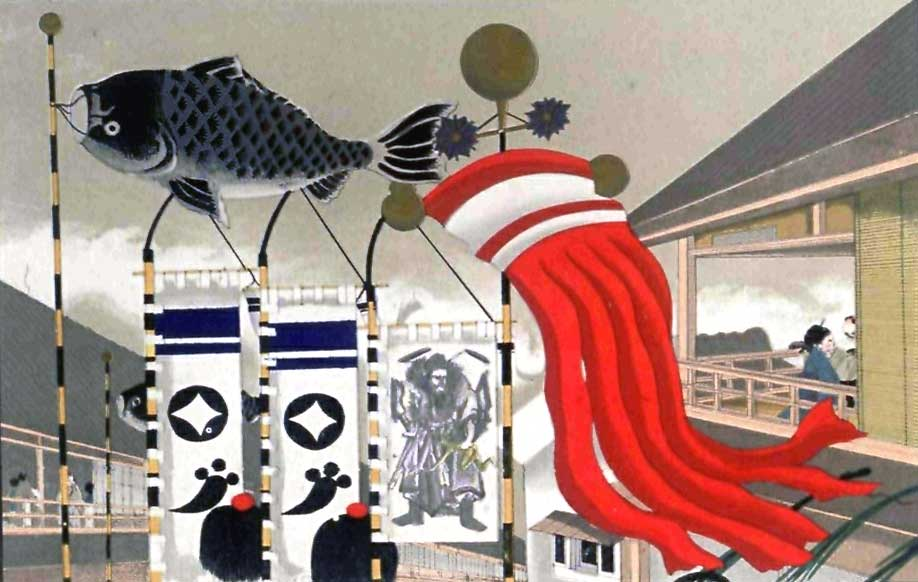
مهرجان ياباني لتشريف ولادة الأطفال

المهرجانات اليابانية هي مناسبات احتفالية تقليدية. تعود جذور بعضها إلى المهرجانات الصينية منذ قرون، ولكنها خضعت لتغيرات كبيرة لأنها اختلطت بالعادات المحلية.
يختلف البعض عن بعضهم البعض حتى أنهم لا يشبهون المهرجان الأصلي على الرغم من مشاركة نفس الاسم والتاريخ. هناك أيضا العديد من المهرجانات المحلية (على سبيل المثال ^توباتا غيون^ ) غير معروفة في الغالب خارج المحافظة التي تقام فيها.
على عكس معظم الناس في شرق آسيا، لا يحتفل اليابانيون عمومًا بالعام القمري الجديد (الذي حلّ محله يوم رأس السنة الغربي، في الأول من يناير، في أواخر القرن التاسع عشر)؛ على الرغم من أن العديد من السكان الصينيين في اليابان، وكذلك بعض الأضرحة والمعابد، ما زالوا يحتفلون بالعام القمري الجديد بالتوازي مع السنة الغربية الجديدة لأغراض دينية. في الحي الصيني بيوكوهاما، أكبر حي صيني في اليابان، يأتي السياح من جميع أنحاء اليابان للتمتع بالمهرجان. نفس الشيء في مهرجان الفانوس بناغازاكي الذي يقع في الحي الصيني بناغازاكي. وللحصول على معلومات أكثر تفصيلاً عن احتفالات العام الجديد، راجع السنة اليابانية الجديدة.

## الأحداث داخل المهرجانات
تعتمد المهرجانات غالبًا على حدث واحد، مع أكشاك الطعام والترفيه وألعاب الكرنفال لإبقاء الناس مستمتعين. بعضها قائم حول المعابد أو الأضرحة، والبعض الآخرمن نوع الهنابي (الألعاب النارية)، والبعض الآخر حول المسابقات حيث يلبس المشاركون أقمشة الخاصرة فقط (انظر: Hadaka Matsuri ).

## المهرجانات المحلية (ماتسوري)
ماتسوري (祭) هي الكلمة اليابانية لمهرجان أو عطلة. في اليابان، عادة ما تكون المهرجانات تحت رعاية ضريح أو معبد محلي.

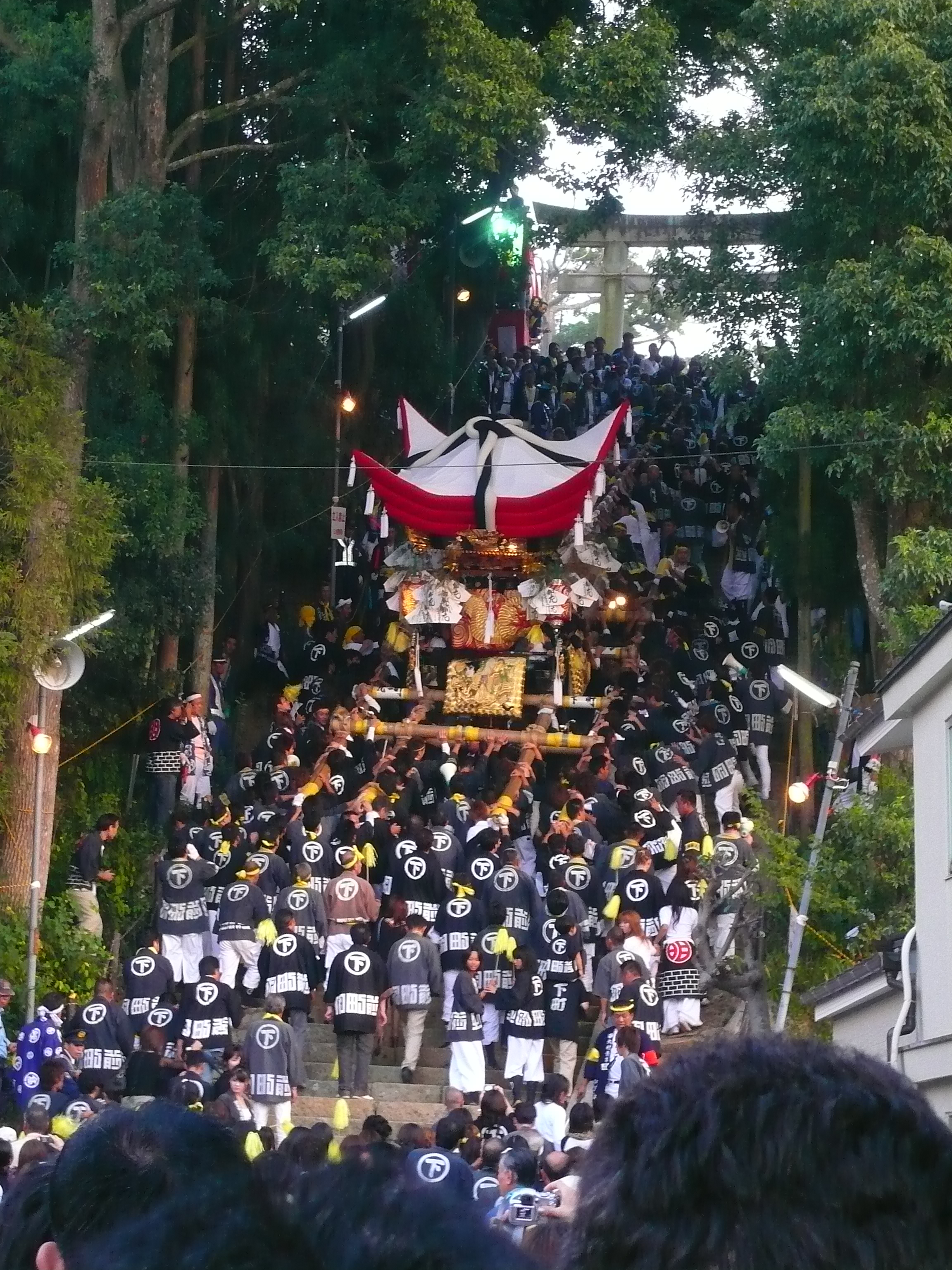
موكب ميكوشي كبير " Yatai " في مهرجان ميكي للحصاد الخريفي في ميكي، هيوغو

لا توجد أيام ماتسوري محددة لجميع اليابان. فالتواريخ تختلف من منطقة إلى أخرى، وحتى داخل منطقة معينة، كما تميل أيام المهرجان إلى التجمع حول العطلات التقليدية مثل سيتسوبون أو أوبون. تحتوي كل منطقة تقريبًا على ماتسوري واحد على الأقل في أواخر الصيف أو أوائل الخريف، وعادة ما يكون ذلك مرتبطًا بحصاد الأرز.
غالبًا ما يتميز الماتسوري بمواكب قد تشمل عربات ذات منصات معقدة. وعادة ما يتم تنظيم الاستعدادات لهذه المواكب على مستوى الأحياء، أو الماشي. قبل ذلك، قد يتم تثبيت الكامي المحلي طقوسيا في الميكوشي أو المحفة وعرضه حول الشوارع.
يمكن للمرء أن يجد دائما في محيط المهرجان مقصورات تبيع الهدايا التذكارية والطعام مثل التاكوياكي، والألعاب، مثل صيد السمك الذهبي. وغالبًا ما يتم تنظيم مسابقات الكاراوكي ومباريات السومو وغيرها من أشكال الترفيه جنبًا إلى جنب مع الماتسوري. وإذا كان المهرجان بجوار بحيرة، فإن استئجار قارب يعد أيضًا عاملا ترفيهيا.

العناصر المفضلة لمعظم الماتسوري، مثل نادا نو كينكا ماتسوري لمدينة هيميجي أونيبوتا ماتسوري في محافظة هيروساكي، ويتم بثها غالبًا على شاشة التلفزيون لتستمتع بها الدولة بأكملها. 

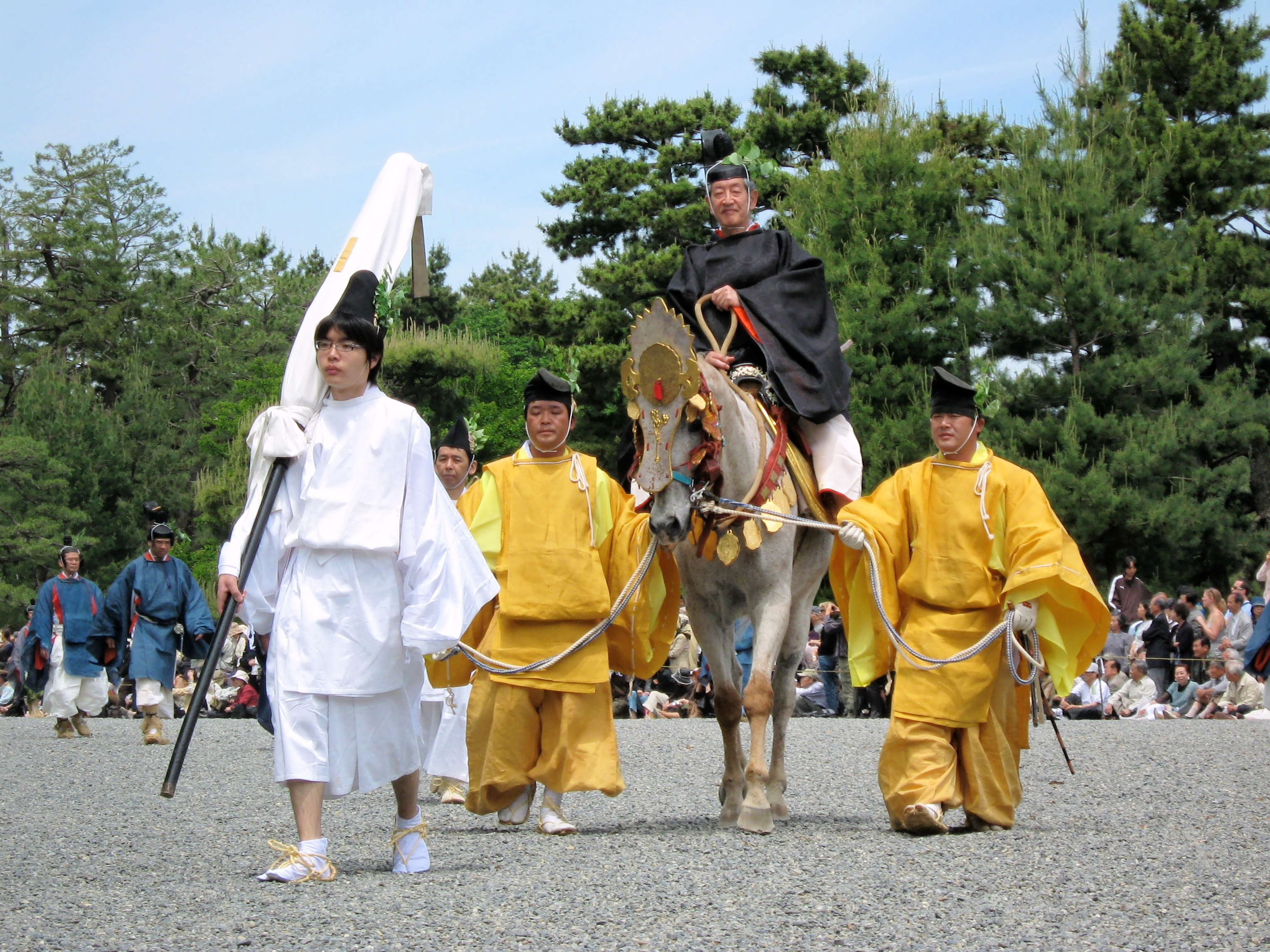
الماتسوري الأزرق في كيوتو

### قائمةالماتسوريالشهيرة

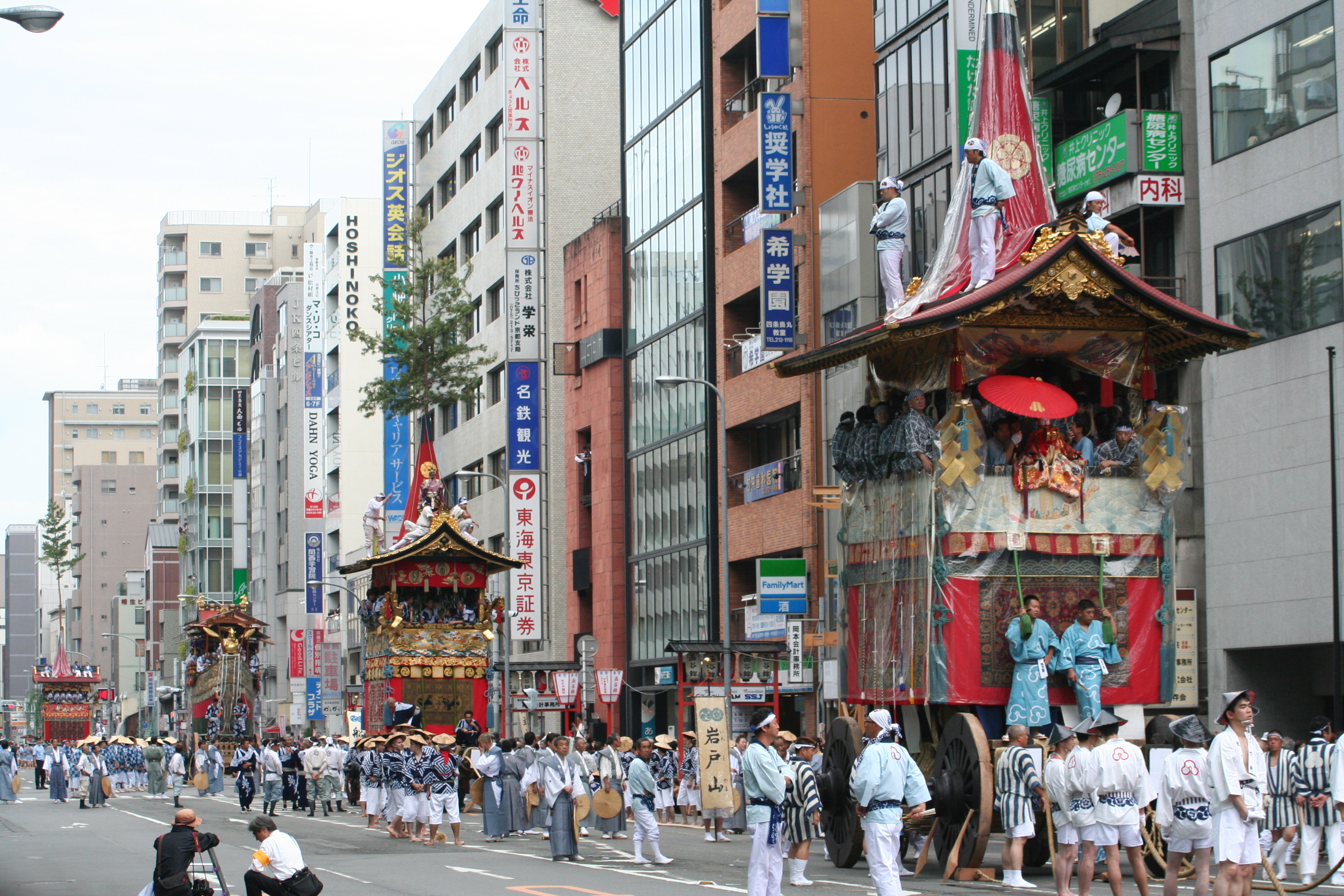
ماتسوري غِيون في كيوتو

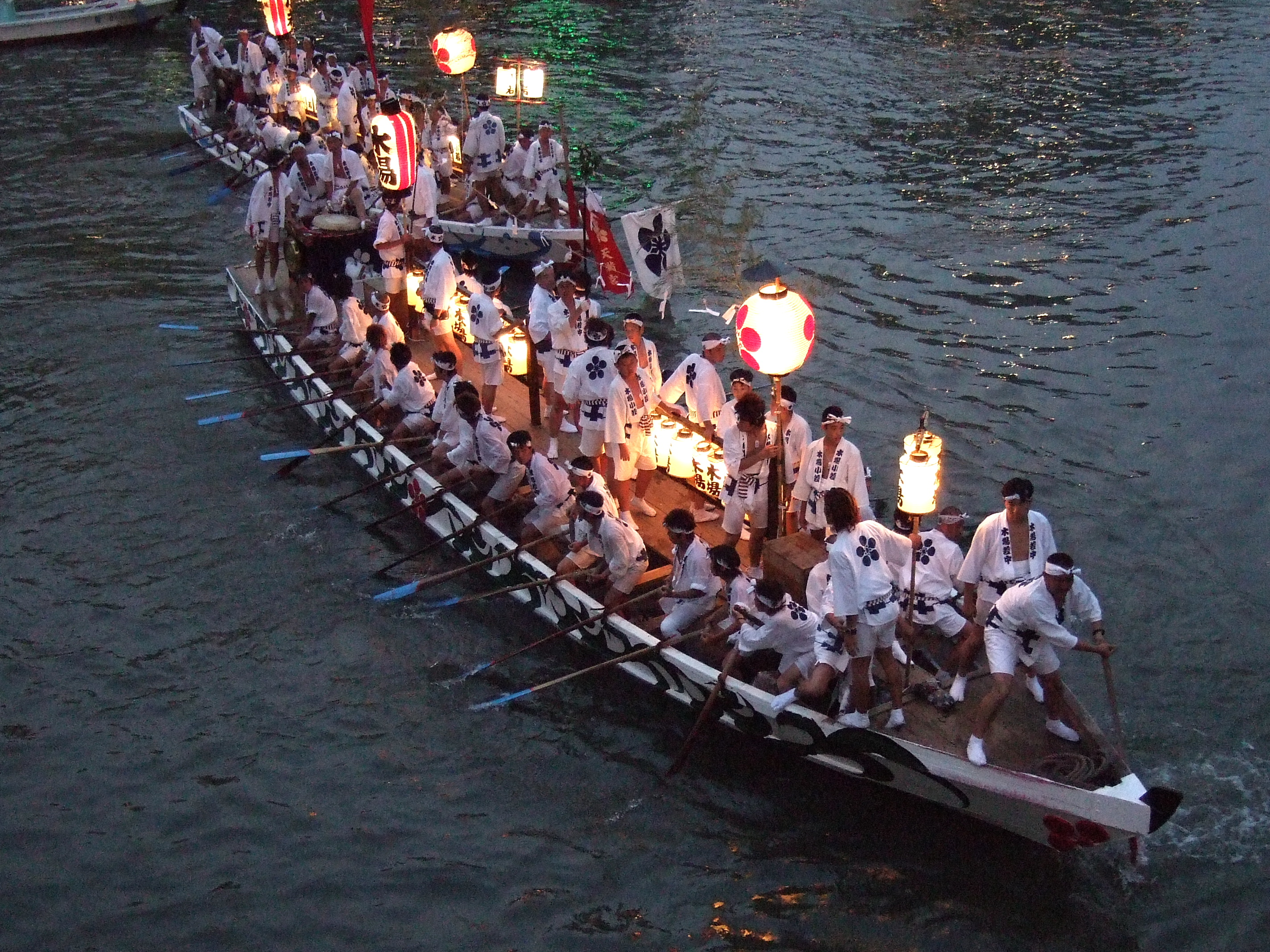
تينجين ماتسوري في أوساكا

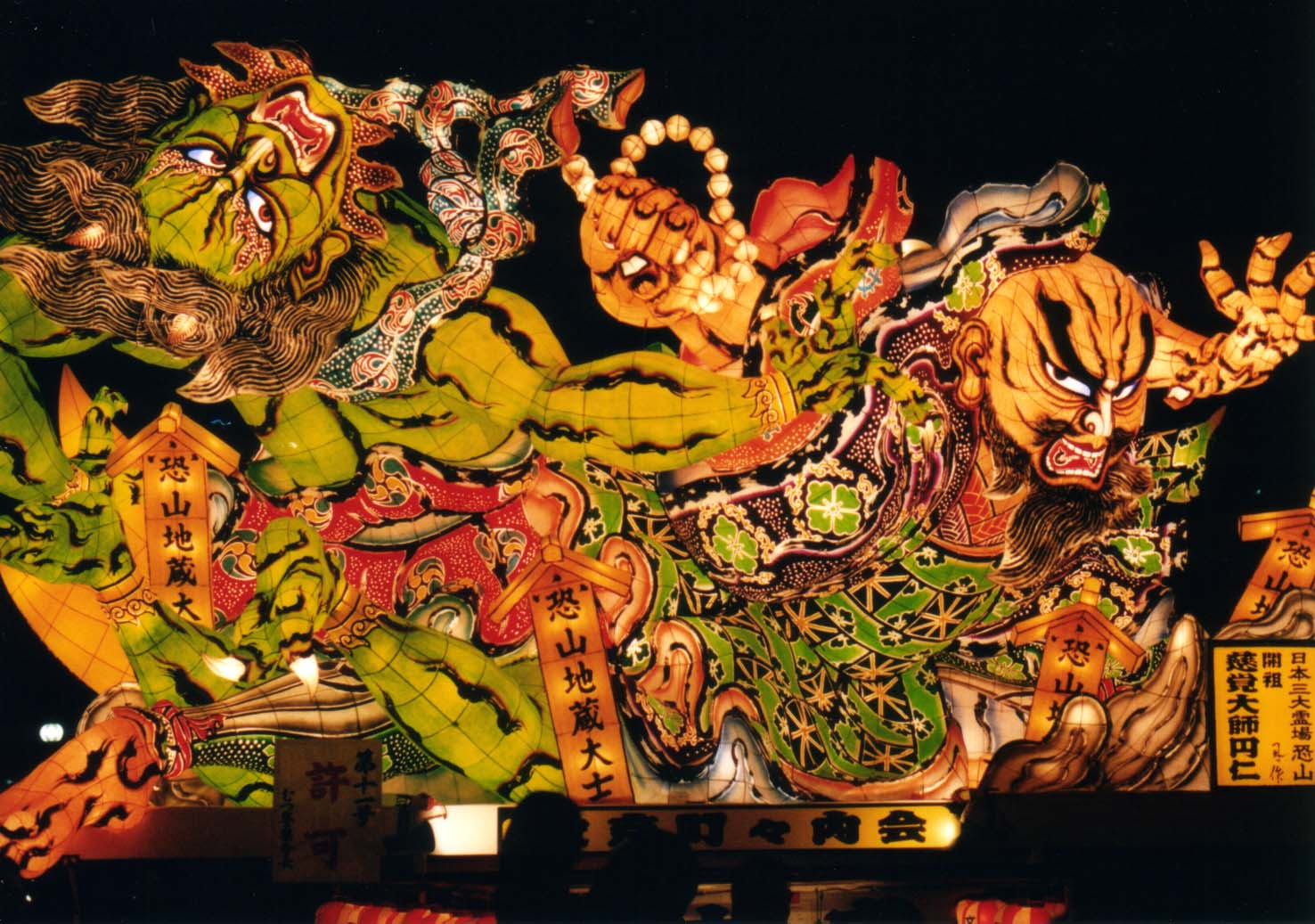
مهرجان نيبوتا في أوموري

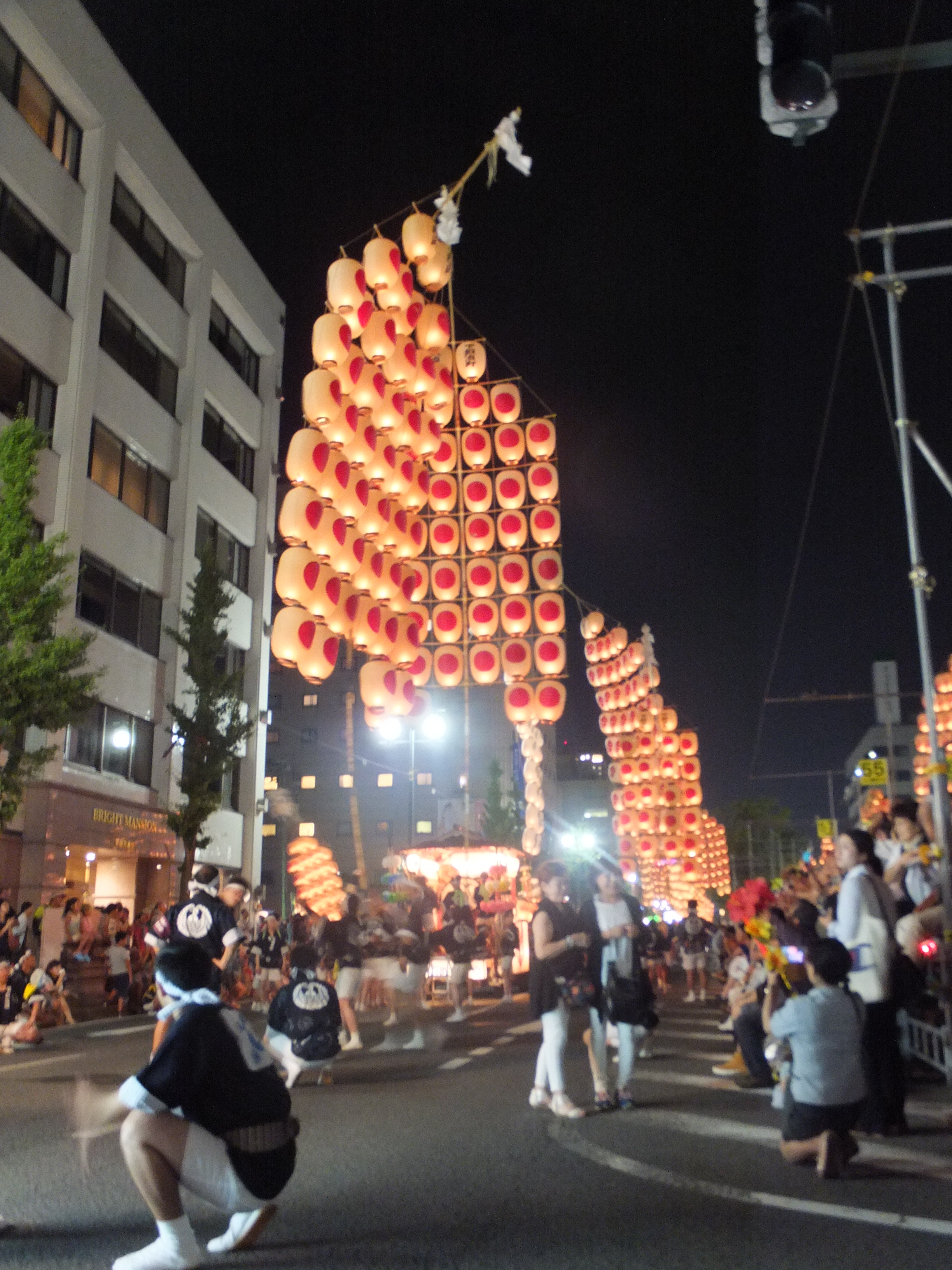
كانتو في أكيتا، أكيتا

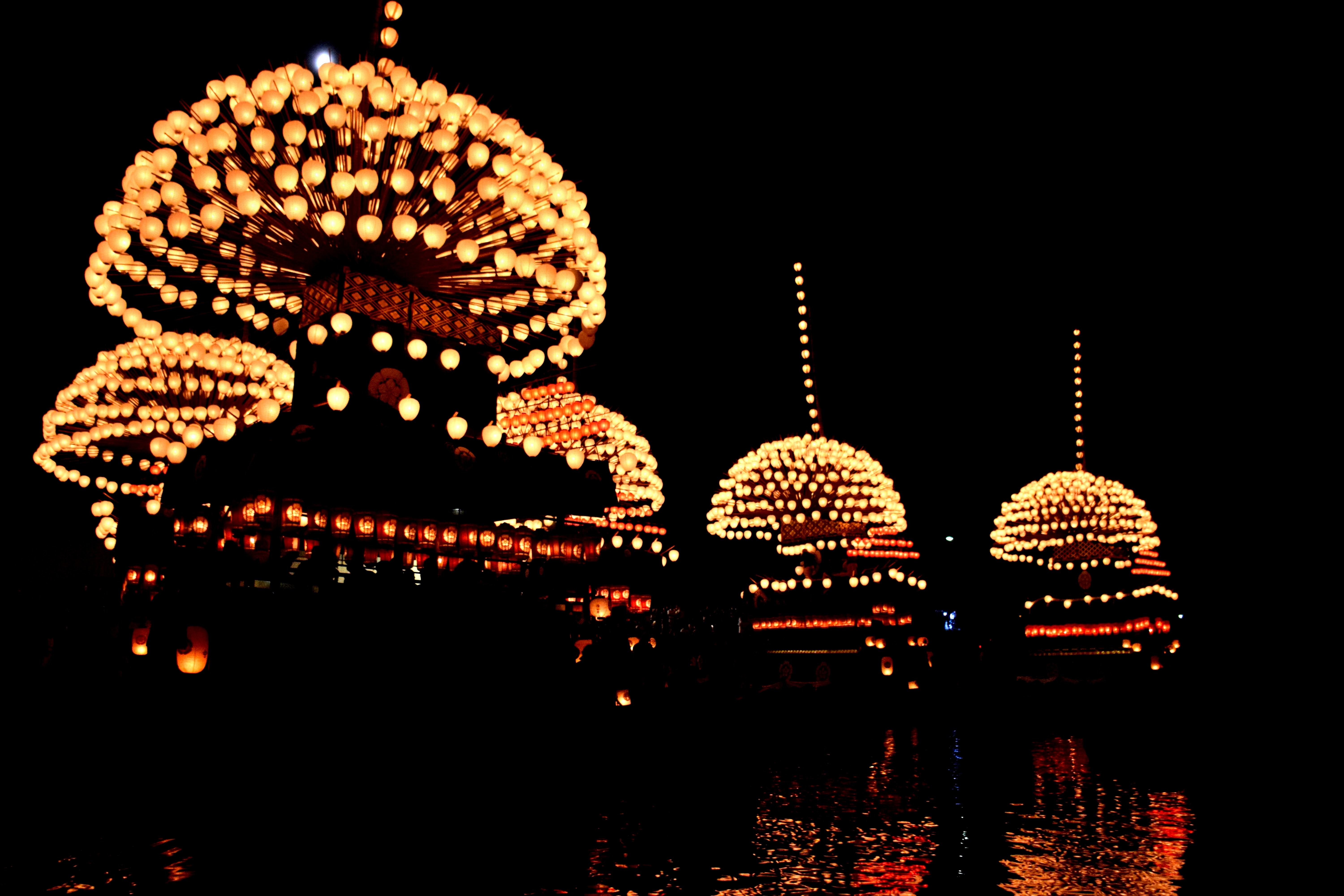
تِنُّو ماتسوري في تسوشيما، أيشي

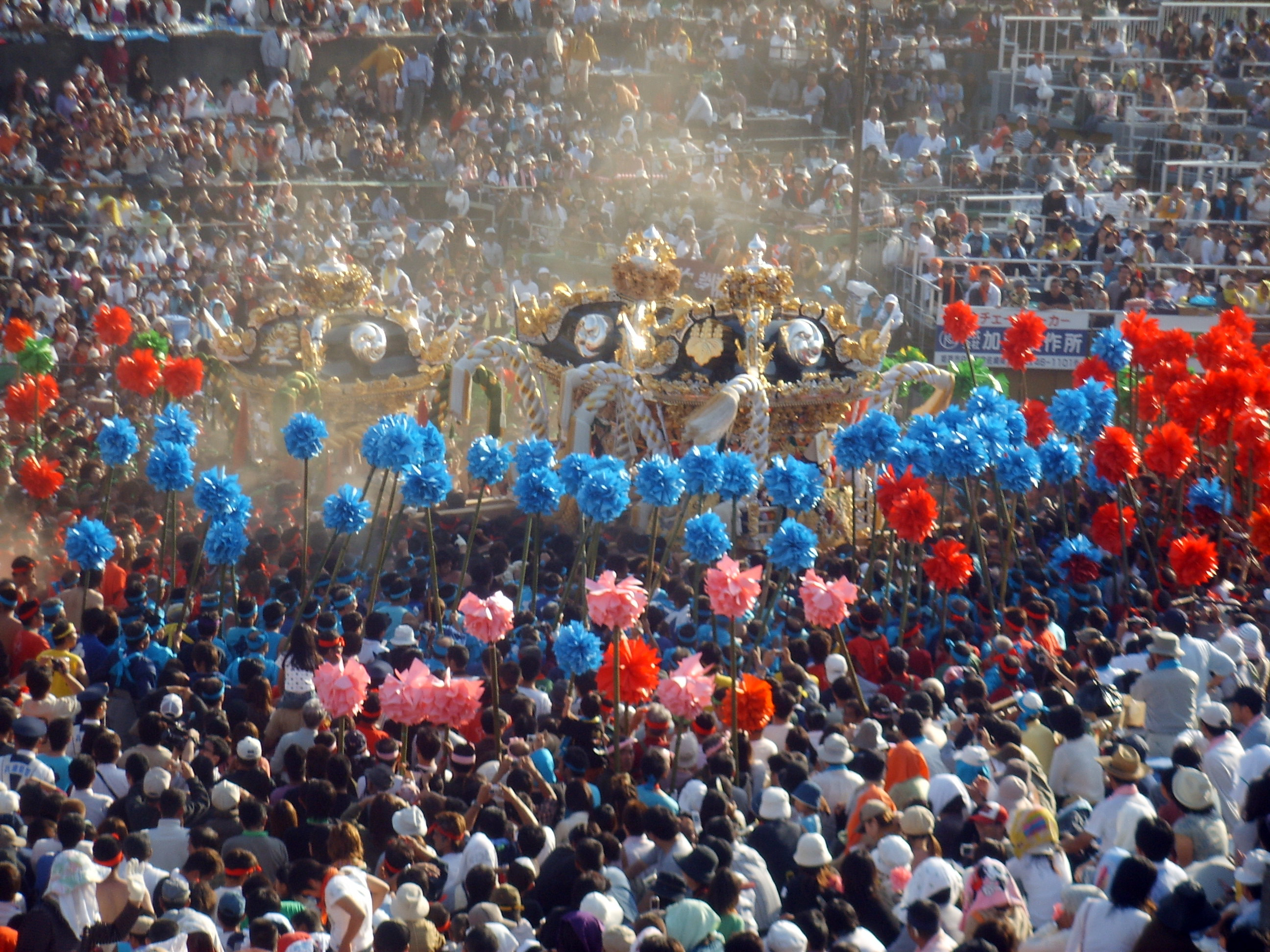
ميكوشي يتقاتلون فوق "نادا نو كينكا ماتسوري" في هيميجي

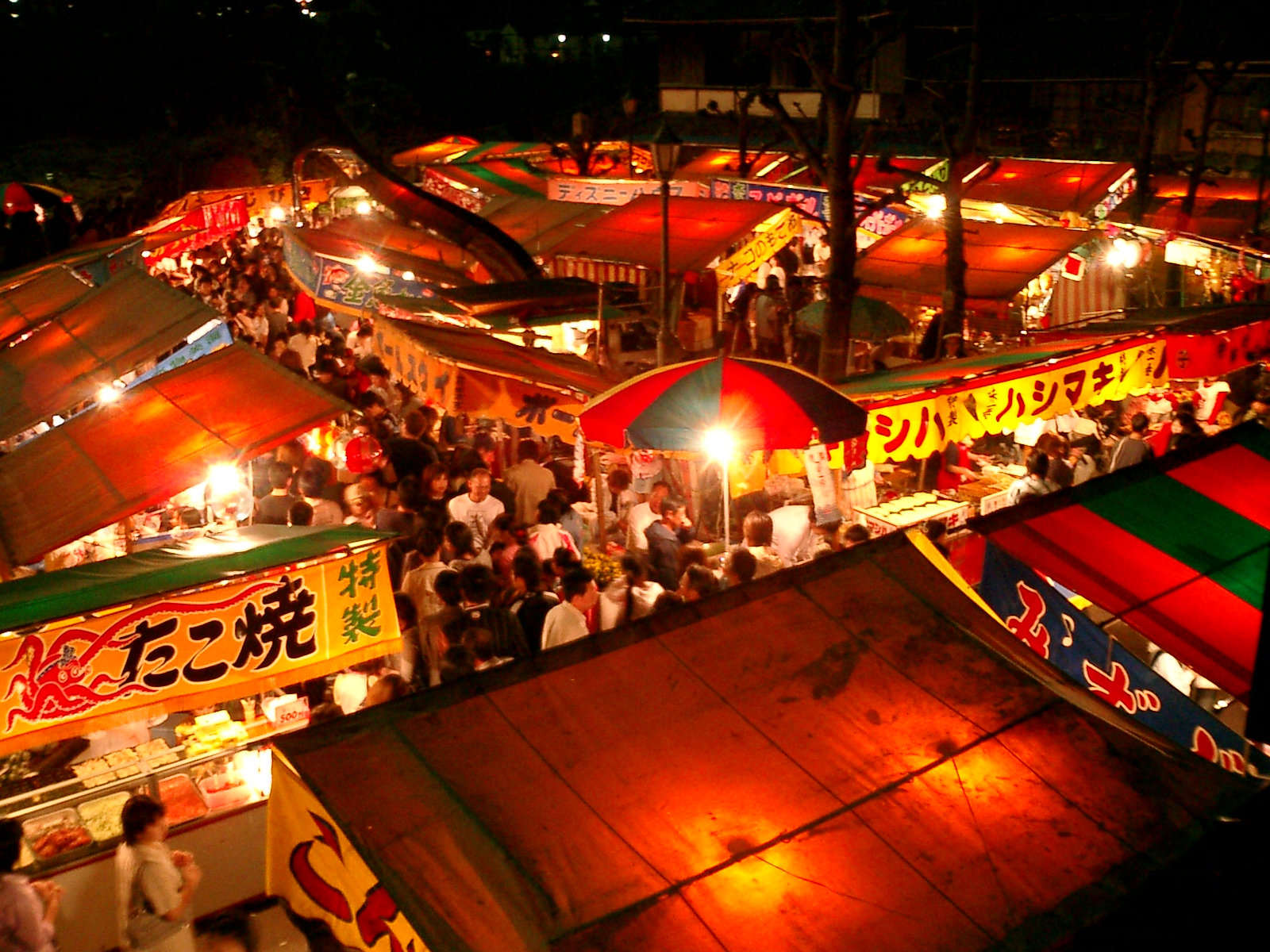
الأكشاك التي تبيع الطعام أو اللعب هي مشهد مألوف في المهرجانات في جميع أنحاء اليابان

"واكاكوسا ياماياكي"
مهرجان سنوي يتم فيه إشعال النار على العشب على سفح جبل واكاكوساياما.

| اسم ماتسوري             | ملحوظة                                             | المكان              |
| ----------------------- | -------------------------------------------------- | ------------------- |
| الماتسوري الأزرق        | يقام في ضريح شيموغامو وضريح كاميجامو في مايو       | كيوتو               |
| مهرجان أتسوتا           | يقام في ضريح أتسوتا في يونيو                       | ناغويا              |
| أوا أودوري              | يقام في توكوشيما ، توكوشيما في أغسطس               | توكوشيما ، توكوشيما |
| دونتاكو                 | يقام في 3-4 مايو                                   | فوكوكا              |
| جيون                    | يقام في يوليو                                      | كيوتو               |
| هاداكا                  | يقام في فبراير                                     | أوكاياما            |
| هاكاتا جيون ياماكاسا    | يقام في كوشيدا-جينجا في يوليو                      | فوكوكا              |
| هونن                    | يقام في ضريح تاجا في مارس                          | كوماكي              |
| جيداي                   | يقام في 22 أكتوبر                                  | كيوتو               |
| كانامارا                | يقام في ضريح كاناياما في أبريل                     | كاواساكي            |
| كاندا                   | يقام في ضريح كاندا ميوجين في مايو                  | طوكيو               |
| كانتو                   | يقام في 3-7 أغسطس                                  | اكيتا               |
| كيشيوادا دانجري         | يقام في سبتمبر                                     | كيشيوادا            |
| مهرجان كوماجايا أوتشيوا | يقام في 19-23 يوليو                                | سايتاما             |
| ناغازاكي كونشي          | يقام في 7-9 أكتوبر                                 | ناغازاكي            |
| ميكي مهرجان حصاد الخريف | يقام في ضريح أومِيا هاشيمان في أكتوبر               | ميكي                |
| نادا نو كينكا           | الذي عقد في ضريح ماتسوبارا هاشيمان في 14-15 أكتوبر | هيميجي              |
| ناغويا                  | يقام في حديقة هيسايا أدوري في ساكاي، ناغويا        | ناغويا              |
| آوموري نيبوتا           | من 2-7 أغسطس                                       | أوموري              |
| نيبوتا (هيروساكي)       | يقام في الأسبوع الأول من أغسطس                     | هيروساكي            |
| مهرجان أوجيما نيبوتا    | يقام في 14-15 أغسطس                                | غونما               |
| سانيا                   | يقام في ضريح أساكوسا في مايو                       | طوكيو               |
| سنو                     | يقام في ضريح هييه في يونيو حزيران                  | طوكيو               |
| تاناباتا                | يقام في 6-8 أغسطس                                  | سينداي              |
| تينجين                  | يقام في أكاساكا تينمان غو في يوليو                 | أوساكا              |
| واكاكوسا ياماياكي       | يقام في نارا في السبت الرابع من شهر يناير          | نارا                |
| يوساكوي ماتسوري         | يقام في كوتشي في أغسطس                             | كوتشي               |
| يوتاكا                  | يقام في تونامي، توياما في يونيو                    | توياما              |

### مهرجان الثلج بسابورو (هوكايدو)
يعد مهرجان الثلج في سابورو أحد أكبر مهرجانات العام في مدينة سابورو، والذي يقام في شهر فبراير لمدة أسبوع واحد. بدأ الأمر في عام 1950 عندما بنى طلاب المدارس الثانوية تماثيل للثلوج في حديقة أودوري، وسط سابورو. الحدث الآن كبير للغاية وتم تسويقه، حيث تم بناء حوالي عشرة منحوتات كبيرة للمهرجان جنبًا إلى جنب مع حوالي 100 من منحوتات صغيرة للثلج والجليد. وتعقد أيضا العديد من الحفلات الموسيقية وغيرها من الأحداث.

### مهرجان الجليد ببحيرة شيكوتسو
بحيرة شيكوتسو هي أقصى بحيرة خالية من الجليد بعمق 363 مترًا. يتميز هذا المهرجان بكهف مغطى بالطحلب، وهو دائم الخضرة مغطى بالجليد. يقام هذا المهرجان من أواخر يناير إلى منتصف فبراير. ويتميز بمنحوتات الجليد الصغيرة والكبيرة. في الليل تضاء المنحوتات بواسطة أضواء ملونة مختلفة. وهناك أيضا عرض للألعاب النارية. الدخول مجاني. والأماساكي (الساكي الساخن) متاح للشراء للجمهور.

### مهرجان الثلج لبحيرة توادا
يقام مهرجان البحيرة هذا في بداية شهر فبراير، في مدينةياسوميا على الجانب الجنوبي من بحيرة توادا (بالقرب من التماثيل الخشبية). هذا المهرجان مفتوح طوال اليوم، وفي الساعة 5 بعد الظهر، يمكن للمرء الاستمتاع بأنشطة مثل المرور عبر متاهة من الثلج، واستكشاف القباني اليابانية، وتناول الأطعمة من مقاطعتي أوموري وأكيتا. وهناك أيضا عرض للألعاب النارية وفعاليات تقام على الجليد.

### مهرجان نانجو الصيفي للجاز
يقام هذا الحدث كل عام. الآلاف من الفنانين من جميع أنحاء توهوكو وحتى مناطق أخرى يأتون إلى نانغو للغناء والأداء. ويعتبر أكبر حفل موسيقى للجاز في الهواء الطلق في منطقة توهوكو. بدأ هذا المهرجان في عام 1989، في مكان داخلي صغير. كان هناك استجابة كبيرة من المعجبين بحيث تم توسيعه إلى مهرجان سنوي كبير. حيث يجب على المرء شراء تذاكر لهذا الحدث (برنارد، 2007). ولا يكلف مهرجان الجاز الصيفي هذا شيئًا ولكن لا يزال يتعين على الأفراد المحتملين من الجمهور الحصول على تذكرة لدخول الحدث.

### مهرجان أزهار الكرز
اليابان تحتفل بالموسم الكامل من أزهار الكرز. وتوجد مهرجاناتها في كل مناطق اليابان تقريبًا، وفي بعض الأماكن، يكون الطعام متوفرا أو قد يتم تزيين الحديقة بالفوانيس.

## خارج اليابان
في أعقاب الشتات الياباني، تحتفل العديد من الأماكن حول العالم بمهرجانات مماثلة، تسمى غالبًا ماتسوري. تستضيف البرازيل ثاني أكبر عدد من سكان نيكايه في العالم، وتستضيف بعض المدن البرازيلية مهرجان الماتسوري مثل ساو باولو  وكوريتيبا. تستضيف الولايات المتحدة ثالث أكبر عدد من سكان نيكايه في العالم، وتستضيف بعض المدن الأمريكية الماتسوري مثل لوس أنجلوس، سان خوسيه وفينيكس. كما تبنت ويلز مصطلح ماتسوري لتسمية مهرجان الدريفت السنوي. يستخدم الاسم الياباني لإظهار التراث الرياضي الياباني. يقام هذا الحدث على مدار يومين في مضمار أنجلساي، وهو سنوي منذ 6 سنوات.

## المهرجانات على الصعيد الوطني

### الأيام الثابتة
- سيجين شيكي: يوم القدوم (الاثنين الثاني من شهر يناير)
- هينامتسوري: مهرجان الدمى (3 مارس)
- هانامي: عرض الزهور (أواخر مارس إلى أوائل مايو)
- هاناماتسوري: مهرجان الزهور (8 أبريل)
- تاناباتا: مهرجان النجوم (7 يوليو)
- شيشي-جو-سان: يوم مهرجان للأطفال من سن الثالثة والخامسة والسابعة (15 نوفمبر)
- أوميسوكا: ليلة رأس السنة (31 ديسمبر)

### لعدة أيام
- سيتسوبون تقسيم الموسم (بداية كل فصل من الفصول الأربعة) (3 فبراير)
- يوريتشي: معرض المعبد (العطل المتعلقة بالكامي و / أو بوذا)

### بونكا
- المهرجان الثقافي الياباني

### العام الجديد(正月،شوغاتسو؟)
التاريخ: من 1 إلى 3 يناير (تقام الاحتفالات المتعلقة بها طوال شهر يناير)
أسماء أخرى: أُوشوغاتسو (أُو البادئة الشرفية)

### مهرجان الدمى(雛祭り،هينا ماتسوري؟)
التاريخ: 3 مارس
أسماء أخرى: سانجتسو سيكو (مهرجان الشهر الثالث)، مومو سيكو (مهرجان الخوخ)، جوشي نو سيكو (مهرجان البنات)

### هانامي(花見؟)
التاريخ: أبريل

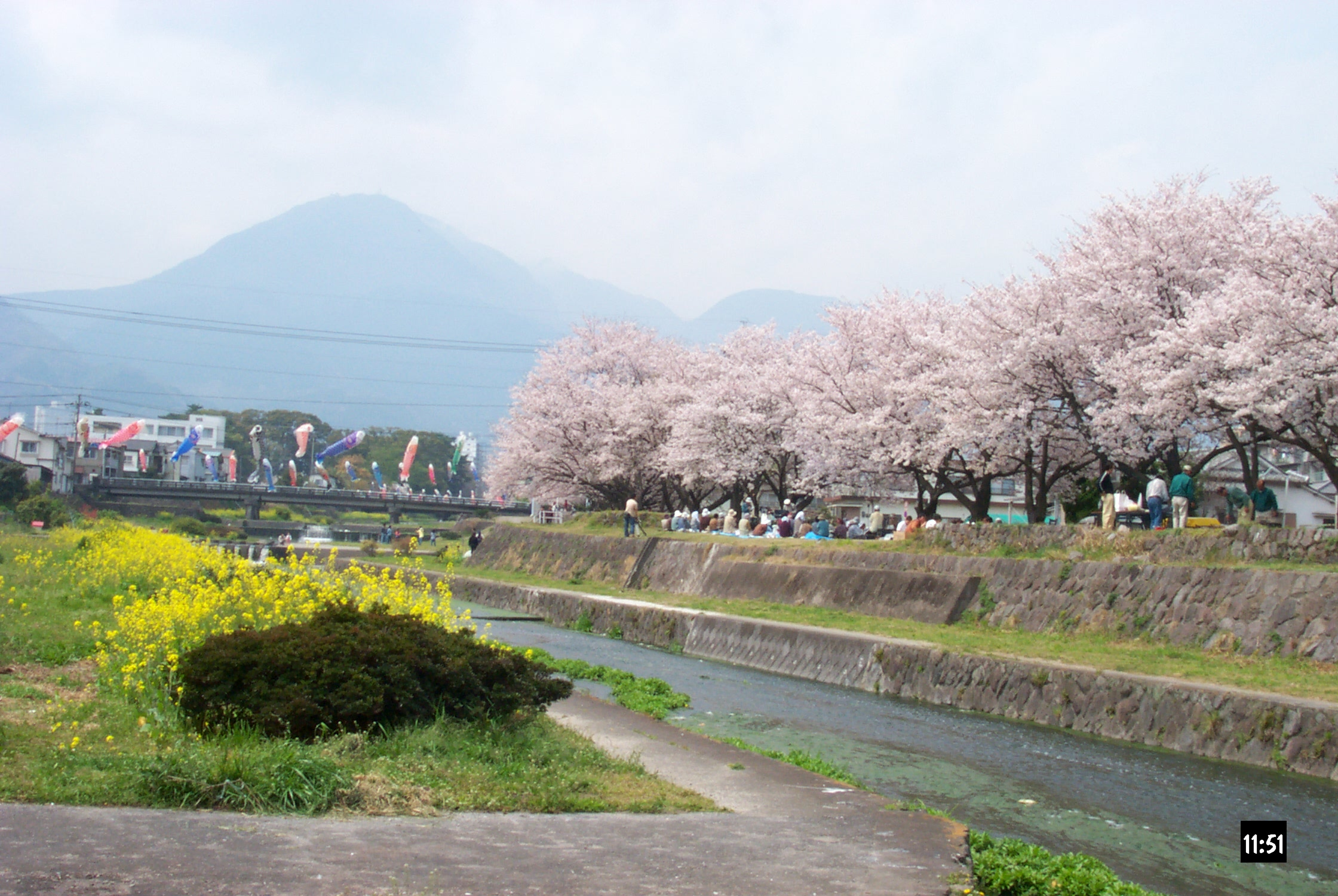
حفلة هانامي على طول نهر ساكاي في بيبو، أويتا

أسماء أخرى: هانامي (عرض الزهور)، مهرجان أزهار الكرز
تقام مهرجانات الزهور المختلفة في مزارات الشنتو خلال شهر أبريل. أين تعد الرحلات الاستكشافية والنزهات للاستمتاع بالأزهار، وخاصة أزهار الكرز الشائعة أيضًا، بالإضافة إلى العديد من حفلات الشرب التي يتم رؤيتها غالبًا في الحدائق والمباني وما حولهما. وفي بعض المناطق، يستمتع بالنظر إلى أزهار الخوخ، وهي زهرة اليابان التقليدية (أزهار الكرز ترمز لعصر إيدو الذي يرمز إلى ثقافة الساموراي)، على الرغم من أن هذه الزهرة مبكّرة أكثر من الكرز. في بعض الأماكن، تُعقد حفلات مشاهدة الزهور في تواريخ تقليدية ثابتة. وهو واحد من الأحداث الأكثر شعبية خلال فصل الربيع. كما تحتل مشاهدة الزهور مكانة مهمة في الأدب والرقص والفنون الجميلة في اليابان. بعض الأشياء الرئيسية التي يقوم بها الأشخاص أثناء هذا الحدث هي: الألعاب، والأغاني الشعبية، والرقص الشعبي، وعروض الزهور، وركوب الخيل، والمسيرات، والحفلات الموسيقية، وعروض الكيمونو، والمقصورات مع الطعام وأشياء أخرى، ومسابقات الجمال، والاحتفالات الدينية. حيث تخرج العائلات خلال عطلات نهاية الأسبوع لمشاهدة أزهار الكرز، وتشارك في العديد من المهرجانات والأنشطة.

### هاناماتسوري(花祭り؟)
التاريخ: 8 أبريل
أسماء أخرى: مهرجان الزهور يحتفل في هاناماتسوري بولادة بوذا. في هذا اليوم، تمسك جميع المعابد ō 誕 会 (Gōtan-e ) و 仏 生 会 (Busshō-e ) و 浴 仏 会 ( Yokubutsu-e ) و 龍華 会 (Ryūge-e ) و 花会 式 ( Hana-eshiki ). يسكب اليابانيون الأما-تشا (مشروب محضر من مجموعة متنوعة من نبتات الهدرانجيا) على تماثيل بوذا الصغيرة المزينة بالورود، كما لو أنهم يحممون طفل حديث الولادة. نشأ تقليد استحمام بوذا في الصين وقدم إلى اليابان حيث أقيم لأول مرة في نارا في عام 606. رقصة الأسد هي أيضًا من التقاليد الرئيسية التي تمارس خلال عيد ميلاد بوذا وقد أصبحت مرتبطة بالمهرجان في اليابان.

### تاناباتا(七夕؟)
التاريخ: من 7 يوليو إلى 5 أغسطس (سينداي)
أسماء أخرى: مهرجان النجوم نشأ هذا المهرجان من أسطورة قومية صينية تتعلق بنجمتين - نجمة ويفر (فيغا) ونجمة كوهيرد (ألتايير) - الذين قيل إنهما عاشقان لا يجتمعان إلا مرة واحدة في السنة في الليلة السابعة من الشهر السابع بشرط ألا تمطر. سُمي المهرجان تاناباتا على اسم عذراء (بٍكر) كانت تنسج الملابس للآلهة حسب أسطورة يابانية، تدعى أوريهيمي. وغالبًا ما يكتب الناس رغبات وتطلعات رومانسية على شرائح طويلة ضيقة من الورق الملون ويعلقونها على أغصان الخيزران مع غيرها من الحلي الصغيرة.

### مهرجان الفوانيس العائمة(灯籠流し،تورو ناغاشي؟)
التاريخ: 19 يوليو
هو تقليد للاحتفال بنهاية مهرجان بون. توضع الفوانيس الورقية الصغيرة التي تحتوي على لهب محترق إما لتطفو على النهر أو البحيرة أو البحر أو يتم تركها لتطفو بعيدًا في الليل. المقصود بضوء الفوانيس ارشاد أرواح أفراد الأسرة المتوفين. وعادةً ما يكتب الشخص الذي يطلق الفانوس رسالة ويلصقها على جانب الفانوس قبل اطلاقه.

### مهرجان الأوبون(盆،بون؟)
التاريخ: 13-16 أغسطس

### (موميجي-غاري)(紅葉狩؟)
التاريخ: أكتوبر
التقليد الياباني في الذهاب لزيارة المناطق ذات المناظر الخلابة أين تتحول الأوراق إلى اللون الأحمر في الخريف. ويقال أن هذا التقليد قد نشأ في عصر هييان كسباق ثقافي.

### يوم البوكي(ポッキーの日؟)
التاريخ: 11 نوفمبر
المعلومات: التقليد الياباني لشراء وتناول عصي البوكي.

### مهرجان 7-5-3(七五三،سبعة-خمسة-ثلاثة؟)
التاريخ: 15 نوفمبر
يتم اصطحاب الفتيات في الثالثة والسابعة من العمر والأولاد في الخامسة من العمر إلى الضريح المحلي للصلاة من أجل مستقبلهم الآمن والصحي. بدأ هذا المهرجان بسبب الاعتقاد بأن الأطفال من مختلف الأعمار كانوا عرضة بشكل خاص لسوء الحظ ومن ثم يحتاجون إلى الحماية الإلهية. عادة ما يرتدي الأطفال ملابس تقليدية لهذه المناسبة وبعد زيارة الضريح يشتري الكثير من الناسشيتوسي-آمي ("حلوى الألف عام") التي تباع في الضريح.
التاريخ: 31 ديسمبر

### أوميسوكا(大晦日؟)
يقوم الناس بتنظيف كامل للمنزل (Ōsōji) للترحيب بالعام الجديد. كما يزور كثير من الناس المعابد البوذية لسماع أجراس المعبد التي تقرع 108 مرات في منتصف الليل (جويا نو كانيه). وهو الإعلان عن مرور السنة القديمة ومجيء الجديدة. والسبب في أنها 108 مرة هو الاعتقاد البوذي بأن البشر ابتلوا بمائة وثمانية رغبات أوعواطف أرضية (بونُّو). ومع قرع كل جرس تبدد رغبة/عاطفة واحدة. كما أنه من المعتاد تناول توشيكوشي-سوبا على أمل أن تمتد ثروات الأسرة مثل الشعرية الطويلة.

## روابط خارجية
- المواقع الرسمية
  - مهرجانات في جميع أنحاء اليابان - أطلس اليابان
  - المنظمة الوطنية اليابانية للسياحة (مكتبة الصور)
  - التراث غير المادي لليونسكو: ياما، هوكو، ياتاي، مهرجانات تطفو في اليابان - اليونسكو

مواقع ماتسوري
  - مهرجان ماتسوري في فينيكس، أريزونا
  - ماتسوري صور مزار شنتو (النسخة الإنجليزية)
  - سوبارو إزهار الكرز مهرجان فيلادلفيا الكبرى
  - ماتسوري التقويم [وصلة مكسورة] (اليابانية)

مواقع المبادرة / المعارض الخاصة
  - JCITI. COM عن ناغويا، انظر قسم المهرجانات.
  - Reggie.net - صور فوتوغرافية لنيبوتا تطفو في هيروساكي.
  - وصف لمهرجان أوداوارا أومتسوري.
  - مشروع ماتسوري الرقمي - فيديوهات المهرجان الياباني